# Как сказал Джим
Как сказал Джим (англ. According to Jim) — американский ситком, впервые транслировавшийся на телеканале АВС с 3 октября 2001 по 2 июня 2009.

## Сюжет
Джим и Шерил — супруги, живущие в загородном доме в Чикаго вместе со своими детьми: дочерьми Руби и Грейси, и сыном Кайлом. В седьмом сезоне у них рождаются ещё двое — близнецы Джонатан и Гордон. Джим — глава небольшой строительной фирмы. Шерил — домохозяйка.
Джим — любящий отец семейства, но у него есть свои недостатки: он ленив, скуп, смешлив, любит вкусно поесть и не любит, когда его перебивают. В основном, сюжет рассказывает о житейских проблемах семьи и разворачиваются в доме Джима и Шерил или в его окрестностях. Важную роль в приключениях семейства играют Дана (сестра Шерил) и Энди (брат Шерил и Даны, друг и коллега Джима).

## В ролях
| Актёр              | Роль         | Примечания                                     |
| ------------------ | ------------ | ---------------------------------------------- |
| Джеймс Белуши      | Джим Орентал |                                                |
| Кортни Торн-Смит   | Шерил Мейбл  |                                                |
| Кимберли Уильямс   | Дана Гибсон  | С 1 по 7 сезон; единичные появления в 8 сезоне |
| Ларри Джо Кэмпбэлл | Энди         |                                                |
| Тэйлор Ателиан     | Руби         |                                                |
| Билли Бруно        | Грейси       |                                                |
| Коннер Рейбёрн     | Кайл         | С 4 по 8 сезон                                 |
| Митч Раузе         | Райан Гибсон | С 4 по 6 сезон, единичные появления в 8 сезоне |
| Мо Коллинс         | Эмили        | В 7 и 8 сезонах                                |

## Сезоны

### Сезон 1
Первый сезон сериала, состоящий из 22 эпизодов, начался 3 октября 2001 года и закончился 15 мая 2002 года. 55-е место в телевизионном рейтинге, 10,0 млн зрителей. DVD вышел 21 октября 2008 года.

### Сезон 2
Второй сезон сериала, состоящий из 28 эпизодов, начался 1 октября 2002 года и закончился 20 мая 2003 года. 51-е место в телевизионном рейтинге, 10,3 млн зрителей. DVD вышел 4 мая 2010 года.

### Сезон 3
Третий сезон сериала, состоящий из 29 эпизодов, начался 23 сентября 2003 года и закончился 25 мая 2004 года. 51-е место в телевизионном рейтинге, 9,9 млн зрителей. DVD вышел 3 мая 2011 года.

### Сезон 4
Четвёртый сезон сериала, состоящий из 27 эпизодов, начался 21 сентября 2004 года и закончился 17 мая 2005 года. 44-е место в телевизионном рейтинге, 10,0 млн зрителей. DVD вышел 5 июля 2011 года.

### Сезон 5
Пятый сезон сериала, состоящий из 22 эпизодов, начался 20 сентября 2005 года и закончился 2 мая 2006 года. 90-е место в телевизионном рейтинге, 6,7 млн зрителей. DVD вышел 4 октября 2011 года.

### Сезон 6
Шестой сезон сериала, состоящий из 18 эпизодов, начался 3 января 2007 года и закончился 16 мая 2007 года. 90-е место в телевизионном рейтинге, 6,3 млн зрителей. DVD выйдет в 2012 году.

### Сезон 7
Седьмой сезон сериала, состоящий из 18 эпизодов, начался 1 января 2008 года и закончился 27 мая 2008 года. 146-е место в телевизионном рейтинге, 5,3 млн зрителей. DVD выйдет в 2012 году.

### Сезон 8
Восьмой сезон сериала, который состоит из 18 эпизодов, начался 2 декабря 2008 года и закончился 2 июня 2009 года. 104-е место в телевизионном рейтинге, 5,6 млн зрителей. DVD выйдет в 2012—2013 годах.